# Ram It Down
| 전문가 평가   | 전문가 평가 |
| 평가 점수     | 평가 점수   |
| 출처          | 점수        |
| ------------- | ----------- |
| AllMusic      | [ 3 ]       |
| PopMatters    | (poor)      |
| Martin Popoff | 6/10        |
| Sputnikmusic  | 2.5/5.0     |

《Ram It Down》은 1988년 5월 13일, 컬럼비아 레코드가 발매한 영국의 헤비 메탈 밴드 주다스 프리스트의 열한 번째 스튜디오 음반이다. 이 음반은 오랜 드러머 데이브 홀랜드가 참여한 밴드의 마지막 음반이었고, 유럽과 북미에서 Mercenaries of Metal Tour와 함께 홍보되었다.
1988년 7월, 이 음반은 50만 장 이상의 출하량으로 골드 인증을 받았다. 2001년, 이 음반은 리마스터드되었고 두 개의 보너스 트랙과 함께 재발매되었다.

## 배경
1986년, 주다스 프리스트는 《Twin Turbos》라는 제목의 더블 음반을 발매할 계획이었는데, 그 중 절반은 멜로디틱하고 상업적인 하드 록으로 구성되며, 나머지 절반은 더 무겁고 덜 신스 구동적인 것으로 구성될 것이다. 컬럼비아 레코드는 더블 음반 컨셉에 반대했고, 프로젝트는 결국 1986년 《Turbo》와 1988년 《Ram it Down》이라는 두 개의 분리된 발매로 나뉘었다. 〈Ram it Down〉, 〈Hard as Iron〉, 〈Love You to Death〉, 〈Monsters of Rock〉 등 적어도 4곡이 《Twin Turbos》 프로젝트를 위해 작곡되었다.
《Ram It Down》은 프로듀서 톰 알롬과 함께 녹음한 30년 동안의 주다스 프리스트의 마지막 음반이 될 것이다. 알롬은 이후 2009년 라이브 음반 《A Touch of Evil: Live》의 공동 프로듀서로 복귀했다. 그는 2018년의 《Firepower》까지 주다스 프리스트 스튜디오 음반을 제작하지 않을 것이다.
밴드는 척 베리의 〈Johnny B. Goode〉를 녹음했으며, 이는 1988년 앤서니 마이클 홀 주연 코미디 영화 《죠니 비 굿》의 사운드트랙 수록을 목적으로 한 것이었다. 그러나 이 곡은 《Ram It Down》에 수록되었고, 음반의 첫 번째 싱글로 발매되었다. 1988년 투어 초반 몇몇 공연에서 이 곡은 타이틀 트랙과 함께 《Ram It Down》 수록곡인 〈Heavy Metal〉, 〈Come And Get It〉, 〈I'm a Rocker〉와 함께 연주되었다.

## 곡 목록
모든 곡들은 특별한 언급이 없는 한 글렌 팁턴, 롭 핼퍼드 그리고 K. K. 다우닝에 의해 작사/작곡하였다.
| #  | 제목                | 재생 시간 |
| -- | ------------------- | --------- |
| 1. | 〈Ram It Down〉     | 4:48      |
| 2. | 〈Heavy Metal〉     | 5:58      |
| 3. | 〈Love Zone〉       | 3:58      |
| 4. | 〈Come and Get It〉 | 4:07      |
| 5. | 〈Hard as Iron〉    | 4:09      |

| #   | 제목                  | 작사·작곡 | 재생 시간 |
| --- | --------------------- | --------- | --------- |
| 6.  | 〈Blood Red Skies〉   |           | 7:50      |
| 7.  | 〈I'm a Rocker〉      |           | 3:58      |
| 8.  | 〈Johnny B. Goode〉   | 척 베리   | 4:39      |
| 9.  | 〈Love You to Death〉 |           | 4:36      |
| 10. | 〈Monsters of Rock〉  |           | 5:30      |

## 인증
| 국가                       | 인증 | 판매량/출하량 |
| -------------------------- | ---- | ------------- |
| 캐나다 (뮤직 캐나다)       | 골드 | 50,000^       |
| 미국 (RIAA)                | 골드 | 500,000^      |
| ^출하량을 기반으로 한 인증 |      |               |